# El Manzano Airport
El Manzano Airport är en flygplats i Chile.   Den ligger i provinsen Provincia de Cachapoal och regionen Región de O'Higgins, i den södra delen av landet, 110 km sydväst om huvudstaden Santiago de Chile. El Manzano Airport ligger 128 meter över havet. Den ligger vid sjön Lago Rapel.
Terrängen runt El Manzano Airport är huvudsakligen platt, men norrut är den kuperad. Runt El Manzano Airport är det ganska glesbefolkat, med 30 invånare per kvadratkilometer.. 
Trakten runt El Manzano Airport består till största delen av jordbruksmark.